# Llegenda de Gara i Jonay

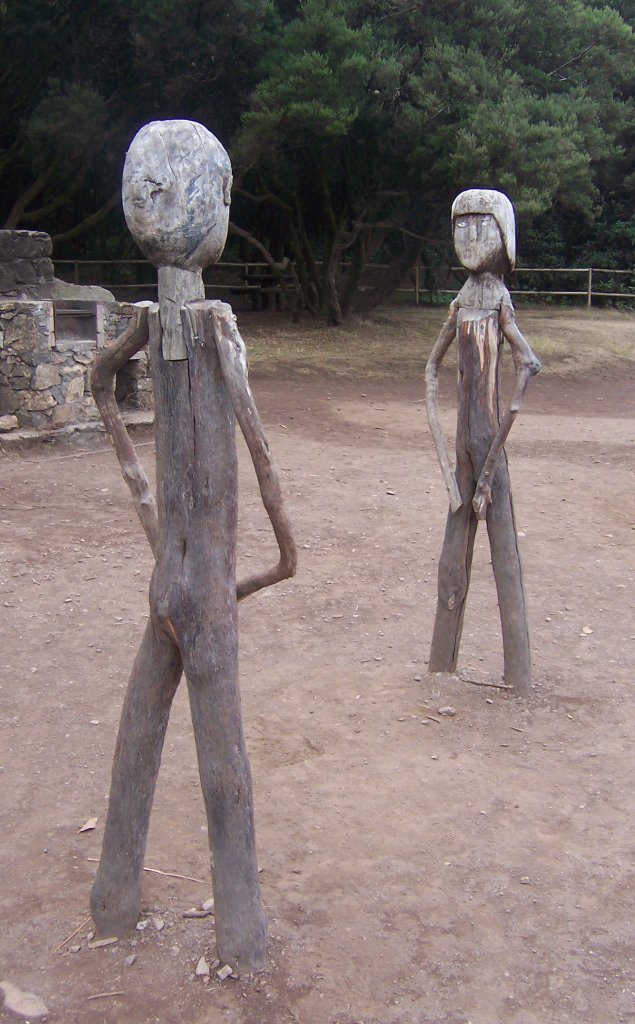
Representació de la Gara i en Jonay al parc nacional de Garajonay

La Llegenda de la Gara i en Jonay és una de les històries més populars de la cultura popular a les Illes Canàries, Espanya.
Les diferents versions narren la història entre aquests dos joves aborígens que acabaren suïcidant-se plegats a la part alta de Garajonay, a l'illa de La Gomera.

## Orígens
A la llegenda se li atribueix un origen popular, la qual forma part del romancer tradicional de l'illa de La Gomera, barrejant elements de la tradició oral illencs de possible ascendència aborigen amb altres literaris que van ser introduïts en èpoques posteriors
La versió escrita més antiga s'atribueix al cronista de Port de la Creu, Francisco Pedro Montes d'Oca y García, qui la va publicar sota el pseudònim del Barón de Imobach en el diari Gaceta de Tenerife l'any 1924. Dècades després, els investigadors Juan Álvarez Delgado i Maximiano Drapaire van recollir directament d'habitants gomers altres versions de la llegenda. Finalment, els treballs d'escriptors com José Manuel G. i García de la Torre, Manuel Mora Morales i Sabas Martín van popularitzar aquesta llegenda entre el públic general de l'arxipèlag, donant-li un caràcter literari.

## Llegenda
En la versió de Montes de Oca, Gara és una princesa rica, vídua del rei gomer Undupe, la qual és pretendent pel príncep del cantó de Hipalan, Jonay. Aquest era fill de Alhogal, cunyat de Gara, qui l'havia tingut amb una esclava, i per això era causa de deshonra per a la princesa. Decidit a casar-se amb la Gara, en Jonay es va presentar a la seva cort disfressat de guerrer i quan es va quedar tot sol amb ella li va insistir en el casament. La Gara ho va rebutjar, i en Jonay la va amenaçar en què el seu pare declararia la guerra en cas de no haver-hi matrimoni. Llavors, la Gara li va dir que no accediria a rebaixar-se i barrejar la seva sang amb la del fill bastard de Alhogal. En Jonay la va colpejar enfurismat, el qual el va dur a ser capturat i condemnat a perdre la mà. No obstant això, més tard es va descobrir la vertadera identitat d'en Jonay, el que va fer que tots dos caiguesin en la vergonya. La Gara va insistir a en Jonay a acompanyar-lo al cim, i, una vegada allí, es van donar la mort l'u a l'altre amb uns punxons de fusta.
La versió més popular, no obstant això, és la que converteix a la Gara en princesa de La Gomera i, a en Jonay, −o Ajonay− príncep de Tenerife. En aquesta, en Jonay nada fins a la Gomera, utilitzant diversos odres de pell de cabra inflats com a flotadors, impulsat pel pressentiment de què allà trobarà el que desitja. Una vegada a l'illa, rep informació sobre l'existència de la Gara, a qui molts pretenen, i decideix conèixer-la. La troba i li parla, però ella el rebutja per no ser de la seva estirp malgrat sentir també una predisposició cap a ell. En Jonay torna a intentar-ho i la Gara el rebutja de nou, en conseqüència el noi s'enfureix i la colpeja. Un pastor veu l'escena i avisa a la resta del clan de la Gara, que captura a en Jonay i el condemna a mort. L'endemà al matí, la Gara l'allibera i fugen, sent ràpidament perseguits. Finalment, són atrapats al cim de l'illa, però abans que els capturin se suïciden travessant-se els cors amb dards de fusta.

## Controvèrsia
Existeix controvèrsia sobre l'autenticitat d'aquesta llegenda aborigen. Pràcticament, cap de les fonts escrites on es fa referència a la història aconsegueix la consideració de treballs d'etnografia, sent més aviat considerades obres de caràcter literari. Modernament, la llegenda ha transcendit des d'aquests àmbits literaris fins a àmbits fins i tot científics. A més a més, els suposats noms guanxes «Gara» i «Jonay» serien antropònims inventats derivats del topònim «Garajonay», el significat del qual en la llengua guanxe significa "roc alt".
Així mateix, se sap que als voltants del segle xv els aborígens canaris desconeixien la navegació entre illes, per la qual cosa el contacte habitual entre habitants de les diferents illes no era una cosa factible.
A més, encara que els fets que es descriuen daten en una època prehispànica, l'origen de la llegenda es data en època hispànica, probablement una tradició oral iniciada en el romanticisme, ja a la fi del segle xviii o més probablement en el segle xix, quan es van posar de moda a Occident les novel·les amoroses sobre parelles de pobles primitius d'Amèrica o Àsia. La forma literària escrita va ser, no obstant això, posterior.